# Periclimenes leptodactylus
Periclimenes leptodactylus är en kräftdjursart som beskrevs av Bruce 1991. Periclimenes leptodactylus ingår i släktet Periclimenes och familjen Palaemonidae. Inga underarter finns listade i Catalogue of Life.